# Королевские военно-воздушные силы Камбоджи

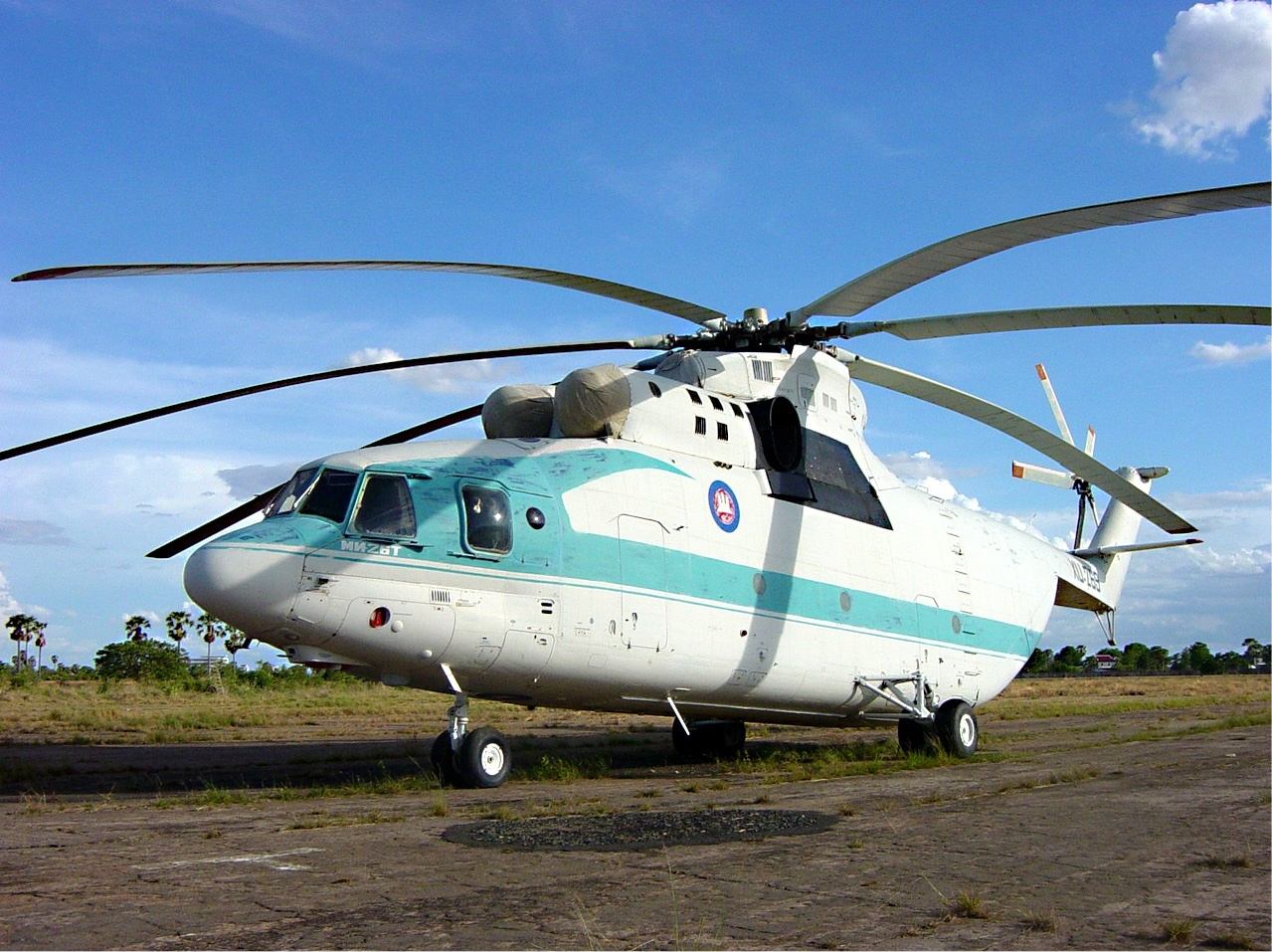
Ми-26Т Королевских военно-воздушных сил Камбоджи

Королевские военно-воздушные силы Камбоджи (кхмер. កងទ័ពឤកាសខេឞរភូមិន្ទ, англ. Royal Cambodian Air Force) — один из видов Вооружённых сил королевства Камбоджи. Официально были сформированы 9 ноября 1953 года.

## Организация
Королевскими военно-воздушными силами Камбоджи в данный момент командует генерал-лейтенант Соеунг Самнангу, который имеет четырех заместителей. Сами военно-воздушные силы Камбоджы подчиняются Министерству национальной обороны.
Штаб-квартира ВВС расположена в международном аэропорту Пномпеня. Здесь находится транспорт для VIP персон, который используется в случае необходимости, ремонт вертолетов происходит здесь. Вертолеты Ми-8, Ми-26, Ми-17, Harbin Z-9 находятся в аэропорте Сиемреап.

## История
Кхмерская королевская авиация сформирован 9 ноября 1953 года.
После свержения 18 марта 1970 года короля Нородома Сианука переформированы в Кхмерские военно-воздушные силы.
После падения режима Лон Нола в апреле 1975 года существовали ВВС Армии освобождения Кампучии, прекратившие существование в ходе кампучийско-вьетнамского конфликта в декабре 1978 — январе 1979 года. Авиация восточной военной зоны, подчинявшаяся Хенг Самрину, перешла на сторону вьетнамских войск, ведущим войну против кампучийского режима.
В 1985 году сформированы ВВС Народной Республики Кампучия, в 1993 году переименованы в Королевские военно-воздушные силы Камбоджи.
В 1988 году доставлены 8 вертолётов Ми-8, а затем ещё 2 из Украины в 1994—95 годах и два из Словакии в марте 1997 года.
В 1991 году получены 3 вертолёта Ми-17, а затем ещё 2 из Украины в 1994—95 годах.
В начале 1990-х годов поступили самолеты Harbin Y-12, Britten-Norman Islander.
VIP транспорт был создан в 1995 году в него вошли Ан-24 и Beechcraft Super King Air.
В 1995 году куплены 6 Tecnam P92 Echo. Один из них разбился 4—5 марта 1995 года. 
В июле 1996 года были куплены 6 самолетов Aero L-39 Albatros которые использовались для тренировок пилотов самолетов до 2006 года. Один из них разбился 12 декабря 1997 года.
В июле 1996 года получены 2 вертолёта Ми-26.
В начале 2000-х поступили 2 самолёта Harbin Y-12.
В 2000 году была совершена сделка с израильской компанией Israel Aerospace Industries на капитальный ремонт самолетов МиГ-21 в Камбодже.

## Вертолеты, которые работоспособны в данный момент
Только вертолеты Ми-8, Ми-26, Ми-17 и Harbin Z-9 в настоящее время исправны. VIP парк вертолетов и пассажирских самолетов находится под контролем гражданских властей.

## Воздушный транспорт

### Имеется на вооружении
| Транспорт | Страна   | Предназначение                                                             | Тип       | Имеется в наличии | Заметки  |          |
| Самолеты  | Самолеты | Самолеты                                                                   | Самолеты  | Самолеты          | Самолеты | Самолеты |
| --------- | -------- | -------------------------------------------------------------------------- | --------- | ----------------- | -------- | -------- |
| A320      | Франция  | Транспорт для VIP                                                          |           | 1                 |          |          |
| BN-2      |          | грузопассажирский транспорт/также транспорт для военных и гражданских лиц. |           | 1                 |          |          |
| MA60      | Китай    | транспорт                                                                  | MA60H-500 | 2                 |          |          |
| Y-12      | Китай    | транспорт                                                                  |           | 1                 |          |          |
| Вертолеты |          |                                                                            |           |                   |          |          |
| AS350     | Франция  | грузопассажирский транспорт.                                               |           | 1                 |          |          |
| Ми-17     | Россия   | грузопассажирский транспорт/также транспорт для военных и гражданских лиц. |           | 5                 |          |          |
| Z-9       | Китай    | грузопассажирский транспорт                                                |           | 11                |          |          |
| Ми-26     | Россия   | грузопассажирский транспорт/также транспорт для военных и гражданских лиц. |           | 4                 |          |          |